# Amtsgericht Wanzleben
Das Amtsgericht Wanzleben war ein Gericht der ordentlichen Gerichtsbarkeit in Wanzleben.

## Geschichte
Von 1849 bis 1879 bestand in Wanzleben das Kreisgerichts Wanzleben im Sprengel des Appellationsgerichts Magdeburg. Im Rahmen der Reichsjustizgesetze wurden 1879 reichsweit einheitlich Oberlandes-, Land- und Amtsgerichte gebildet. Das königlich preußische Amtsgericht Wanzleben wurde mit Wirkung zum 1. Oktober 1879 als eines von 18 Amtsgerichten im Bezirk des Landgerichtes Magdeburg im Bezirk des Oberlandesgerichtes Naumburg gebildet. Der Sitz des Gerichtes war die Stadt Wanzleben. Sein Gerichtsbezirk umfasste den Landkreis Wanzleben ohne den Teil, der den Amtsgerichten Buckau, Egeln, Oschersleben und Magdeburg zugeordnet war sowie aus dem Landkreis Wolmirstedt die Amtsbezirke Drackenstedt, Druxberge, Groß Rodensleben und Wellen. Am Gericht bestanden 1880 drei Richterstellen. Das Amtsgericht war damit ein mittelgroßes Amtsgericht im Landgerichtsbezirk. Gerichtstage wurden in Welsleben gehalten.
In der DDR wurden 1952 die Amtsgerichte aufgehoben und einheitlich Kreisgerichte gebildet. Wanzleben kam zum Kreis Wanzleben, entsprechend entstand das Kreisgericht Wanzleben im Bezirk des Bezirksgerichtes Magdeburg. Mit dem Gerichtsorganisationsgesetz von Sachsen-Anhalt wurden das Kreisgericht 1992 aufgehoben und erneut ein Amtsgericht Wanzleben gebildet und erneut dem Landgericht Magdeburg zugeordnet. Mit dem Gesetz über die Neugliederung der Amtsgerichte vom 17. Mai 2000 wurde das Amtsgericht Wanzleben zum 1. Juni 2000 aufgehoben.